# Incendi del Museu Nacional del Brasil
El 2 de setembre de 2018 es va produir un incendi al Paço de São Cristóvão de Rio de Janeiro, al Brasil, seu del Museu Nacional del Brasil, de 200 anys d'història. El museu allotjava més de 20 milions d'objectes, dels quals es van perdre gairebé el 90% en l'incident. El President del Brasil, Michel Temer, va considerar que l'incendi suposava una pèrdua "incalculable" de l'herència històrica i cultural del país. La causa de l'incendi, que va començar a les 19:30 hora local, encara no ha estat determinada.

## Antecedents
L'edifici, situat al parc Quinta da Boa Vista, va ser construït com a palau de São Cristóvāo a principis del segle xix, moment en què va ser donat a la família reial portuguesa; posteriorment seria renovat. També va ser la residència dels emperadors Pere I i Pere II del Brasil. El museu va ser ubicat en aquest edifici el 1892, tres anys després que el país es convertís en una república.

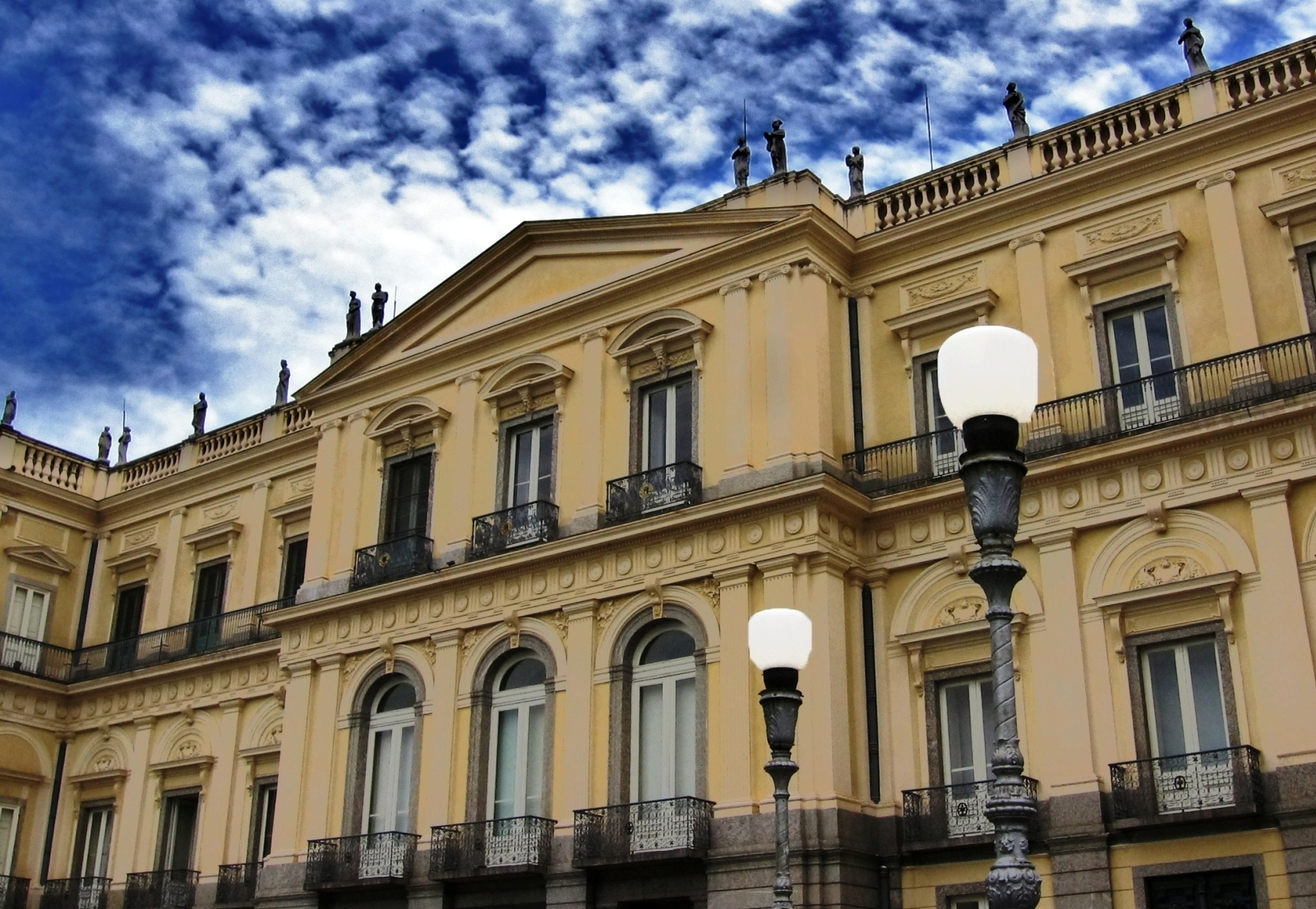
Edifici del Museu Nacional el 2004

El vicedirector del museu, Luiz Fernando Dias Daniel, va exposar que la causa de l'incendi era conseqüència de la negligència dels successius governs, exposant que els comissaris havien "lluitat amb els diferents governs per aconseguir els recursos necessaris per preservar el què actualment està completament destruït", a més de que es trobava "totalment consternat i immensament enfadat." El museu no tenia cap sistema d'extinció d'aigua, tot i que tenia detectors de fum i alguns extintors. El museu no rebia l'assignació de R$520,000 reais anuals pel seu manteniment des del 2014, i va tancar temporalment el 2015 quan no es va poder seguir pagant el sou del personal de neteja i seguretat. Les reparacions d'una sala d'exhibicions molt popular es van haver de finançar mitjançant el micromecenatge, i el pressupost de manteniment del museu havia estat tallat fins al 90% el 2018. Hi havia senyals visibles de decadència abans de l'incendi, com ara parets pelades o cablejat a la vista. El museu va celebrar el seu 200 aniversari el juny de 2018 en una situació d'abandonament parcial i sense la presència de cap ministre estatal en la cerimònia.
El museu allotjava més de 20 milions d'objectes, abastant 11.000 anys d'història mundial. Contenia importants artefactes de la història del Brasil, inclosos aquells que van "ajudar a definir la seva identitat nacional". Entre els tresors més valuosos del museu s'hi trobaven les restes de Luzia, el fòssil muntat d'un Maxakalisaurus, així com una col·lecció de frescos de Pompèia; el propi edifici estava numerat com el tresor número 6 del museu, destacant els seus elements neoclàssics, la seva història colonial, i la condició de residència de la família reial portuguesa i imperial, després de la independència.

## Incendi

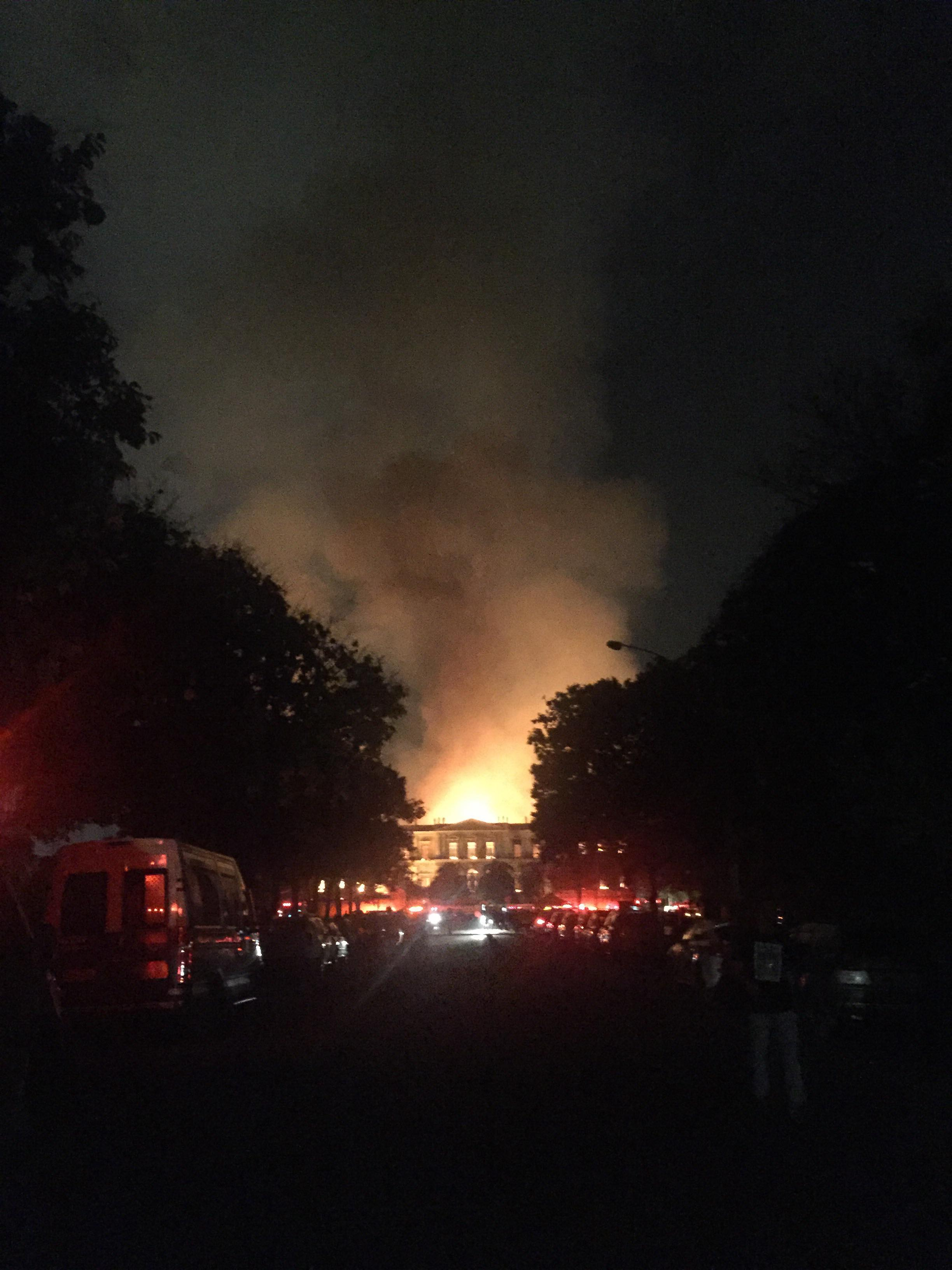
El museu es podia veure cremant des de lluny.

Poc després que el museu tanqués les portes, el 2 de setembre de 2018, es va produir un gran incendi que va afectar les tres plantes del Museu Nacional. Els bombers van ser avisats a les 19:30 hora local (22:30 UTC), arribant a l'escenari poc després. No obstant, el cap del cos va explicar que els hidrants d'incendis més propers al museu no tenien aigua, motiu pel qual van haver d'enviar camions a buscar-la en un llac proper. Segons un representant del departament de bombers, es van enviar equips a l'interior de l'edifici en flames per rescatar artefactes, tot i que no hi havia persones a l'edifici, aconseguint recuperar alguns objectes amb l'ajuda de treballadors del museu.
L'incendi es va declarar fora de control cap a les 21:00 hora local, amb grans flames i explosions ocasionals, essent combatut per bombers des de quatre sectors. Dotzenes de persones es van desplaçar a Quinta da Boa Vista per veure l'incendi. Un equip especialitzat de bombers va entrar a l'edifici a les 21:15 per bloquejar les àrees que encara no havien estat afectades per les flames i per avaluar l'abast dels desperfectes. Tot i així, cap a les 21:30 tot l'edifici havia estat envoltat pel foc, incloses les exhibicions d'habitacions imperials situades a les dues àrees localitzades a la part davantera de l'edifici principal. Els quatre guàrdies de seguretat que es trobaven en actiu al museu van aconseguir escapar; les primeres publicacions van afirmar que no hi havia hagut cap baixa, tot i que un bomber va patir cremades quan intentava rescatar el fòssil de Luzia.
Es van utilitzar dos camions de bombers amb escales giratòries, juntament amb dos camions que s'utilitzaven per proveir aigua. El cos de marina brasiler també va proveir camions de bombers, tancs d'aigua i una unitat de descontaminació d'una base propera. Es van publicar imatges a les xarxes socials que mostraven com els bombers i diversos civils rescataven artefactes de l'edifici en flames.
A les 22:00 (01:00 UTC del 3 de setembre), dotzenes d'empleats del museu es van afegir a la lluita contra les flames. Dues plantes de l'edifici ja havien quedat destruïdes en aquell moment, i el sostre s'havia esfondrat. El ministre de cultura del Brasil, Sérgio Sá Leitão, va suggerir que l'incendi l'havia provocat, probablement, o bé una fallada elèctrica, o bé una llanterna volant que havia aterrat, accidentalment, a l'edifici.